# Witham (fiume)
Witham è un fiume che scorre quasi interamente nella contea del Lincolnshire nell'est dell'Inghilterra, nel Regno Unito.

## Descrizione
Sorge a sud di Grantham vicino a South Witham, passa per il centro di Grantham (dove può essere seguito da vicino utilizzando la Riverside Walk attraverso Wyndham Park e Queen Elizabeth Park), passa Lincoln e  Boston e sfocia in The Haven, un braccio di marea di The Wash, vicino a Frampton Marsh.

## Storia
Il nome Witham sembra essere antichissimo e di origine sconosciuta. Le testimonianze archeologiche e documentali mostrano l'importanza del Witham come fiume navigabile dall'età del ferro in poi. Dall'epoca romana fu navigabile fino a Lincoln, da dove fu costruito il Fossdyke per collegarlo al fiume Trent. La foce del fiume si spostò nel 1014 a seguito di gravi inondazioni e Boston divenne importante come porto.
Dal 1142 in poi furono costruite chiuse per prevenire le inondazioni dal mare, e ciò culminò nella Grande Chiusa, che fu costruita nel 1766. Mantenne i livelli del fiume sopra Boston e aiutò a perlustrare il canale sottostante. La terra attraverso la quale scorre il fiume inferiore è stata oggetto di molti prosciugamenti e molti canali di scolo sono collegati al Witham da porte di piena, che li bloccano se il livello del fiume aumenta rapidamente. Il fiume è navigabile da Brayford Pool a Lincoln e Boston. Le sue chiuse sono a Lincoln, Bardney e Grand/Great Sluice. Il passaggio attraverso quest'ultimo è generalmente limitato a intervalli di 4 ore durante il giorno, quando i livelli di marea sono adeguati. Il fiume fornisce l'accesso ai diportisti al Witham Navigable Drains, a nord di Boston, e al South Forty-Foot Drain a sud, che è stato riaperto come parte del Fens Waterways Link, un progetto per collegare il fiume al Nene che attraversa la città di Peterborough. Da Brayford Pool la navigazione Fossdyke si collega al Trent.